# Tibetská houba
Tibetská houba (nebo také tibetská kefírová houba) je shluk bakterií a mikroorganismů (hub) živící se mléčnou laktózou.

## Popis
Tibetská houba pochází z oblasti Kavkazu a Tibetu. V místních kulturách byla používána jako zdroj kefíru. Pro své účinky je známa více než 5000 let. Pro manipulaci s hubou se nepoužívají kovové předměty.

## Účinky
Kvasný proces mléčného kvašení vytváří lehce stravitelný protein, který už lidský organismus dokáže lehce zpracovat. Z chemického hlediska houba denaturuje kasein, alfa makroglobuliny a další látky, přičemž kefír obsahuje velké množství kvasných laktobakterií, které navozují mikrobiální rovnováhu v trávicím ústrojí, prospívá slinivce, slezině, žlučníku, játrům i dvanácterníku. Kefír z houby působí blahodárně také na nervový systém, zvyšuje imunitu organismu, má antibakteriální účinky. Obsahuje také významné množství fosforu, vápníku, hořčíku, vitaminů D a K2.